# Prefectura de Gunma
La Prefectura de Gunma (群馬県, ぐんまけん; Gunma-ken) és una prefectura del Japó que està ubicada a la regió de Kanto, a l'illa de Honshu, Japó. La capital és Maebashi i la ciutat més poblada és Takasaki.
En el pla històric, la prefectura va ser fundada l'any 1871, al començament de l'era Meiji com a unió de diverses províncies antigues i dominis feudals. En l'antiguitat, Gunma va ser coneguda com a província de Kōzuke amb la qual comparteix el mateix territori actual de la prefectura, per tant, es pot dir que Gunma és successora directa de l'antiga província de Kōzuke i que aquesta només s'ha reconvertit.
En l'àmbit polític, des de l'any 2019 la prefectura està governada per una ampla majoria del Partit Liberal Democràtic (PLD) a l'assemblea prefectural i el governador és el senyor Ichita Yamamoto, també des de 2019.

## Geografia
Sent una de les huit prefectures del Japó sense accés a la mar, Gunma és la prefectura més septentrional de la regió de Kanto. Excepte a les zones del centre i el sud de la prefectura que són les que tenen major població, la resta del territori és fortament muntanyós. La prefectura de Gunma limita al nord amb les prefectures de Niigata i Fukushima, mentres que a l'est limita amb la de Tochigi. Cap a l'oest limita amb la prefectura de Nagano i cap al sud, amb la de Saitama.
Alguns dels majors pics de la prefectura són el mont Akagi, el mont Haruna, el mont Myōgi, el mont Nikkō-Shirane i el mont Asama, aquest darrer situat a la frontera amb Nagano. Els rius més importants són el riu Tone, el riu Agatsuma i el riu Karasu.
A la data d'abril del 2012, aproximadament el 14 percent del territori total de Gunma havien estat designats parcs nacionals. Aquests són els parcs nacionals de Jōshin'etsu-kōgen, Nikkō i Oze, així com també el parc quasi nacional de Myōgi-Arafune-Saku Kōgen, on es troba el mont Arafune.

### Municipis més poblats
Els municipis amb més habitants són els següents:
Tot i això, a la prefectura encara hi han més municipis de menys població que els que ací s'especifiquen.

### Regions
Tot i no haver un acord generalitzat, la prefectura de Gunma es sovint dividida en regions o zones d'activitat política tant per organitzacions privades com pel mateix govern de la prefectura. Aquest sistema de "regions" està en gran part basat en àrees d'influència econòmica i en els antics dominis feudals.
| # | # | Regió            | Regió         | Capital  | Capital  | Divisió de Gunma |
| # | # | Català           | Japonés       | Català   | Japonés  | Divisió de Gunma |
| 1 |   | Regió central    | 中毛          | Maebashi | 前橋市   | Divisió de Gunma |
| 2 |   | Regió occidental | 西毛          | Takasaki | 高崎市   | Divisió de Gunma |
| 3 |   | Nord-Tone        | 北毛 (利根郡) | Numata   | 沼田市   | Divisió de Gunma |
| 3 |   | Nord-Agatsuma    | 北毛 (吾妻郡) | Nakanojō | 中之条町 | Divisió de Gunma |
| 4 |   | Regió oriental   | 東毛          | Ōta      | 太田市   | Divisió de Gunma |

- Les zones de Tone i Agatsuma formen part ambdues de la regió nord.

## Història

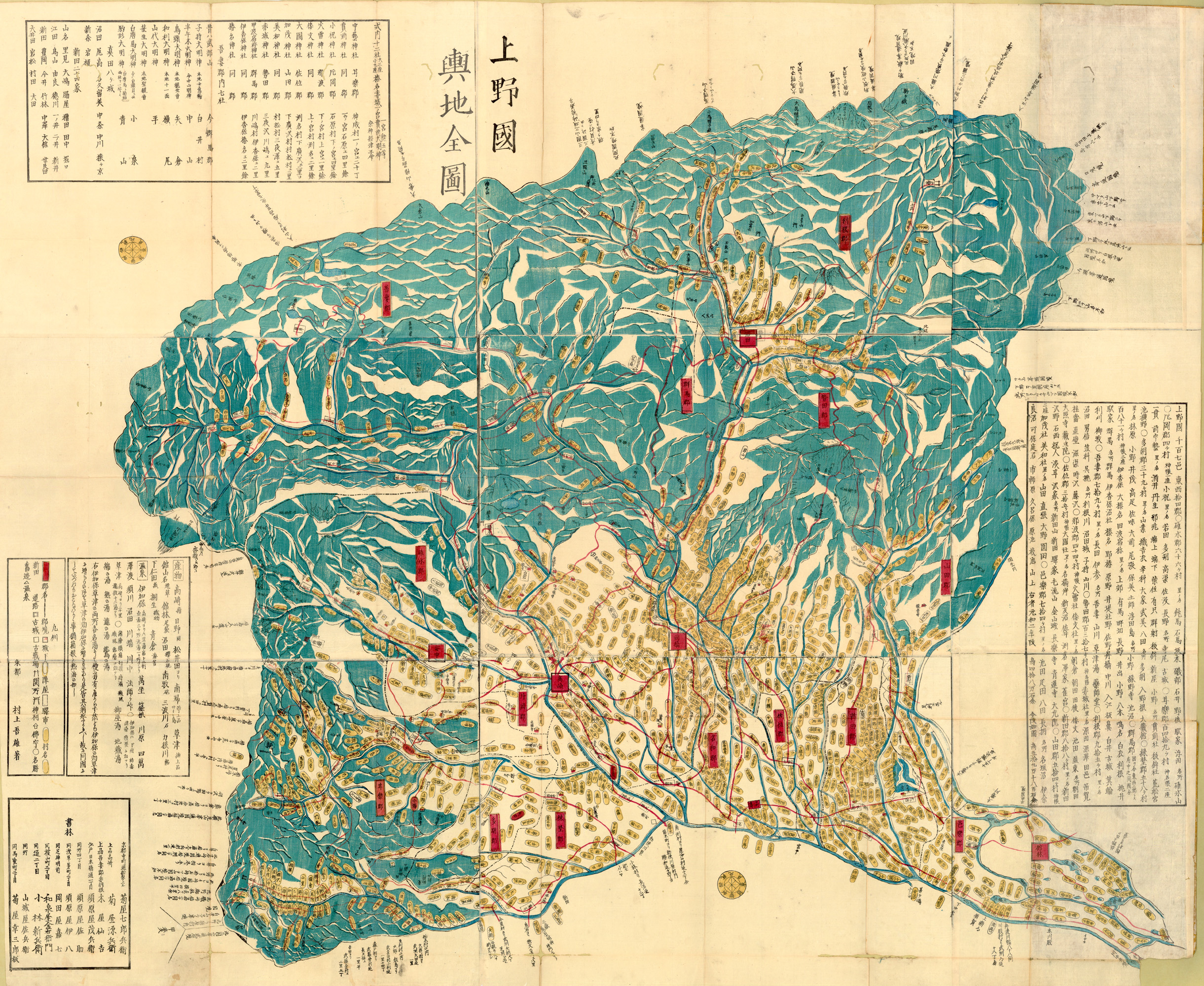
Mapa de la província de Kôzuke (1840)

Es troben forces ruïnes del Paleolític (Els vestigis d'Iwajuku que són coneguts per ser la primera evidència que una cultura de l'edat de pedra va existir al Japó, van ser descobertes al poble de Kasakake el 1946. El descobriment va ser crucial per provar l'existència d'una cultura que provenia del període Jomon). Kamitsukenunokuni (上毛野国) era el centre de l'antic país de l'Est, i des del començament del segle IV van començar a aparèixer alguns dels monticles de les tombes antigues. En la part oriental del Japó s'ha comprovat la construcció de les ruïnes més gran del Japó, com a ésser, Maebashitenjinyama-kofun, Asakotsuka-kofun (a la ciutat d'Ota), assamès-kofun (ciutat de Takasaki), Otatenjinyama-kofun. A més a la ciutat d'Ota s'ha trobat el Haniwa keikono Bujin, la qual ha estat nomenat com el tresor nacional.

## Govern i política

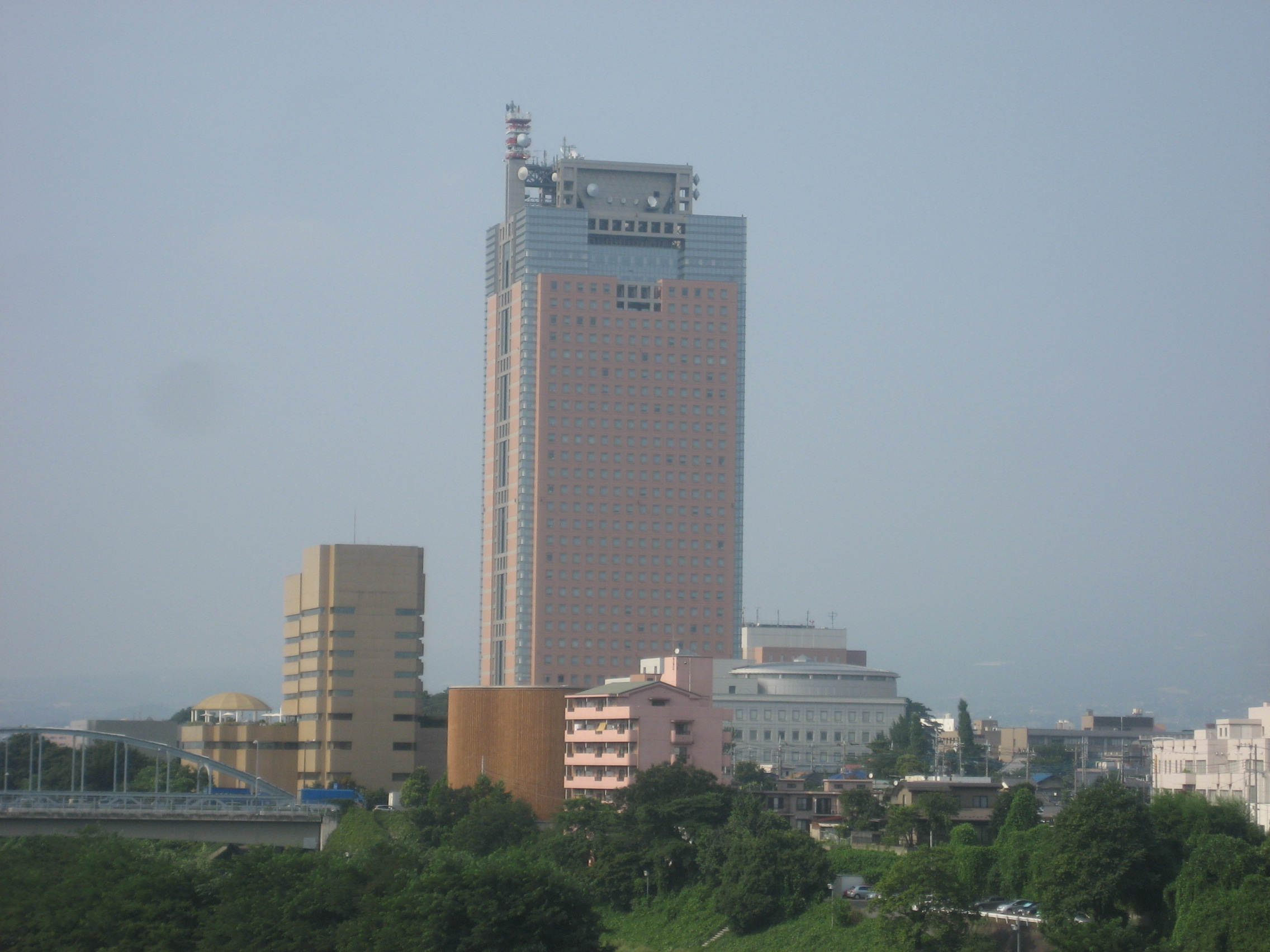
Edifici principal del govern de Gunma

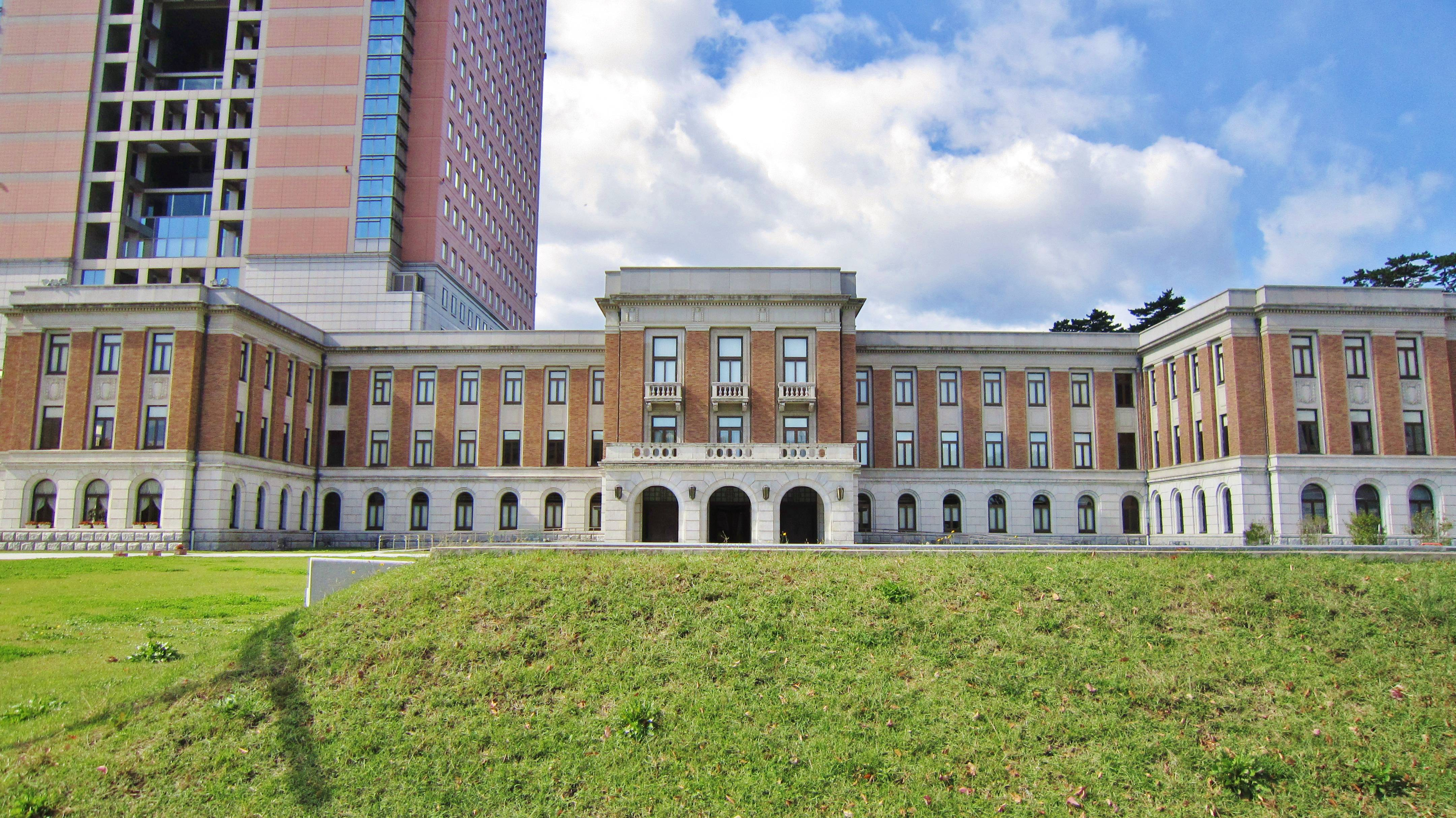
Antic edifici del govern de Gunma

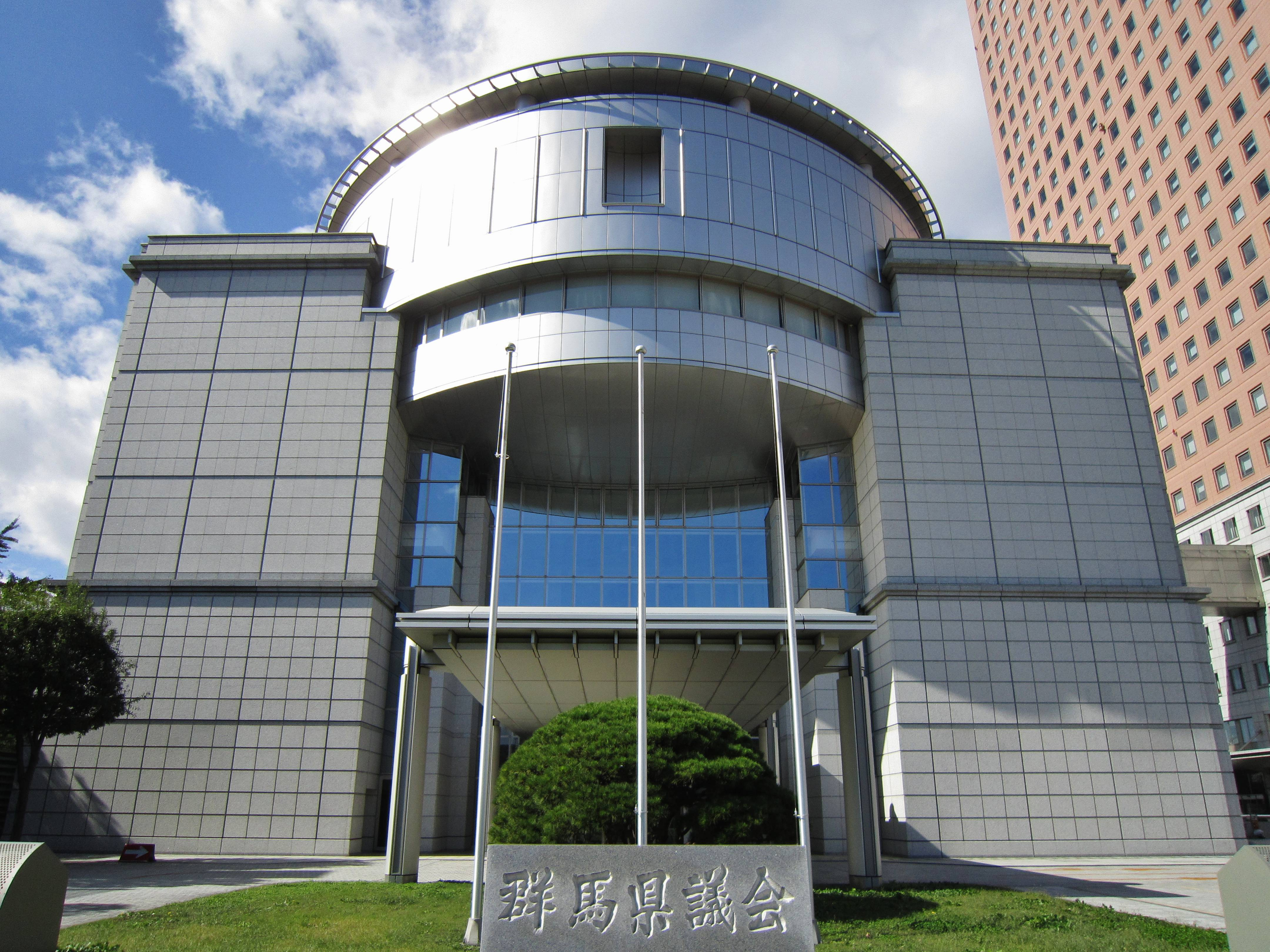
Edifici de l'assemblea prefectural

### Governador
| Governador        | Inici del mandat | Fi del mandat | Partit | Partit      |
| Shigeo Kitano     | 1947             | 1948          |        | PD          |
| Yoshio Iyoku      | 1948             | 1952          |        | Independent |
| Shigeo Kitano     | 1952             | 1956          |        | Independent |
| Toshizō Takekoshi | 1956             | 1960          |        | Independent |
| Konroku Kanda     | 1960             | 1976          |        | PLD         |
| Ichirō Shimizu    | 1976             | 1991          |        | PLD         |
| Hiroyuki Kodera   | 1991             | 2007          |        | Independent |
| Masaaki Ōsawa     | 2007             | 2019          |        | PLD         |
| Ichita Yamamoto   | 2019             | -             |        | Independent |

### Assemblea
| Partit | Partit                      | Partit | Diputats |
| ------ | --------------------------- | ------ | -------- |
|        | Partit Liberal Democràtic   | PLD    | 32 / 50  |
|        | Liberal Gunma               | LG     | 6 / 50   |
|        | Kōmeitō                     | KMT    | 3 / 50   |
|        | Partit Comunista Japonés    | PCJ    | 2 / 50   |
|        | Sôzô Gunma (そうぞうぐんま) | SG     | 2 / 50   |
|        | Gunseikai (群誠会)          |        | 1 / 50   |
|        | Shisûkai (志高会)           |        | 1 / 50   |
|        | Seifū (清風)                |        | 1 / 50   |
|        | Escons vacants              |        | 0 / 50   |

## Societat

Mapa de creixement demogràfic per municipi. El verd simbolitza el creixement positiu, el roig, el negatiu.

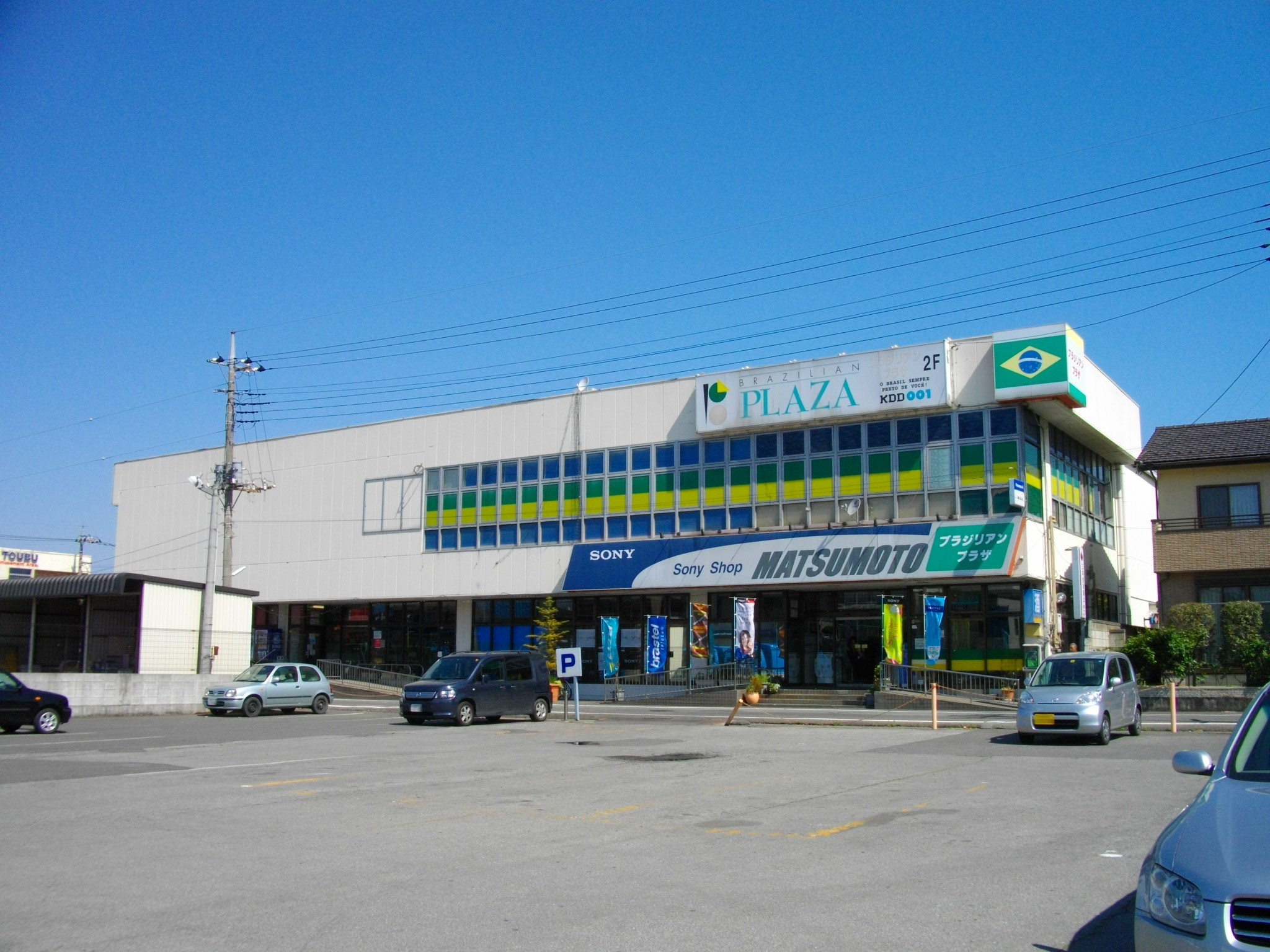
Ôizumi Brazilian Plaza

### Demografia
La prefectura de Gunma ha patit un estancament en la seua població i un lleuger descens des de mitjans de la dècada dels 2000 com la gran part de les prefectures del Japó. Tot i que històricament la població de Gunma s'ha dedicat a l'agricultura, amb l'arribada de l'industrialització frenètica a tot el Japó després de la guerra, Gunma es va convertir en seu de nombroses factories. Amb l'expansió de la metropoli de Tòquio, les grans ciutats de la prefectura així com la regió central i el sud de la regió oriental van començar a convertir-se en ciutats dormitori per a molts treballadors de Tòquio que aprofiten la relativa curta distància i les bones connexions ferroviàries.
La demografia de Gunma canvia molt segons el lloc de la prefectura. Al sud, situat a la plana de Kanto i on es troben les grans ciutats i les factories és on hi ha més població, mentres que el nord, en especial el nord-oest es troba més despoblat, així com amb una població altament envellida. Per exemple, el municipi de Nanmoku, dins del districte de Kanra, al sud-oest de la prefectura és el municipi amb la major proporció de població envellida de tot el Japó, amb més d'un 50 percent dels habitants superant la mitjana dels seixanta anys.
| 1960      | 1970      | 1980      | 1990      | 2000      | 2010      | 2020      |
| --------- | --------- | --------- | --------- | --------- | --------- | --------- |
| 1.578.476 | 1.658.909 | 1.848.562 | 1.966.265 | 2.024.852 | 2.008.068 | 1.935.400 |

#### Inmigració sudamericana
Degut a l'activitat industrial de la prefectura i a les seues bones connexions amb Tòquio, la prefectura ha estat destí de grans qüantitats d'immigrants sud-americans, especialment del Perú i de Brasil. Tant és així, que al municipi d'Ōizumi, al districte d'Ōra, al sud-est de la prefectura, és el municipi japonés amb major concentració de brasilers: en concret vora un 15 o un 18 percent de la població total del municipi parla portugués com a llengua nativa. A més d'això, i com a tota la zona de Kanto, també hi ha una comunitat d'inmigrants procedents de països com el Nepal, Filipines o Tailàndia.

## Cultura

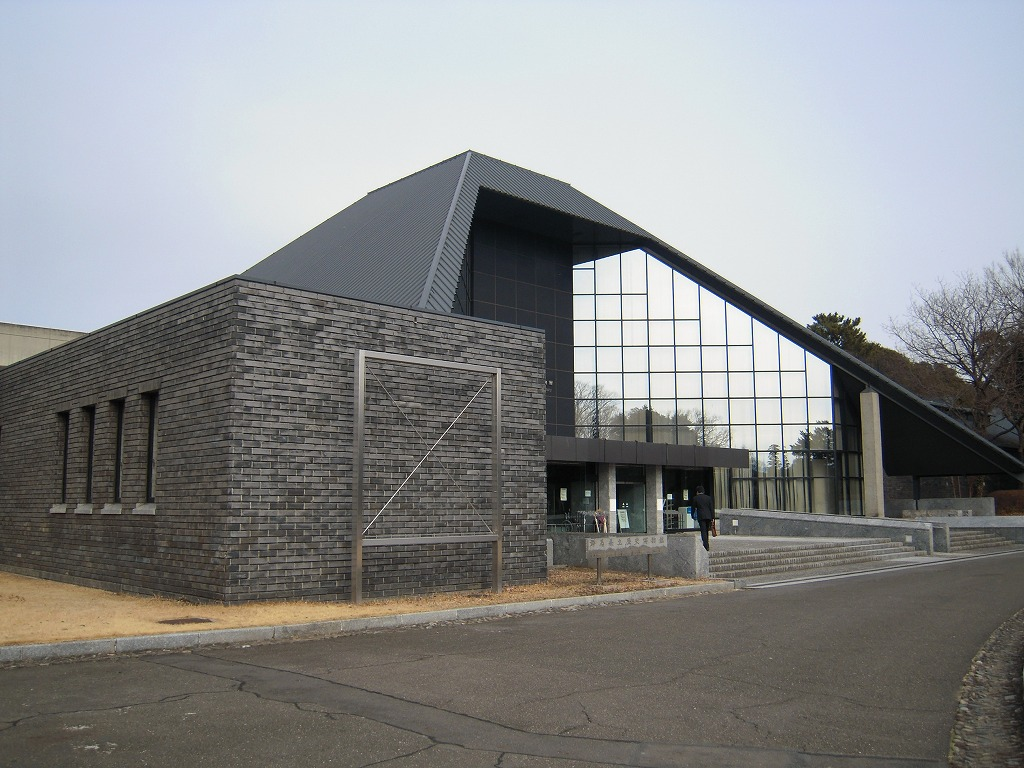
Museu d'Història de la Prefectura de Gunma

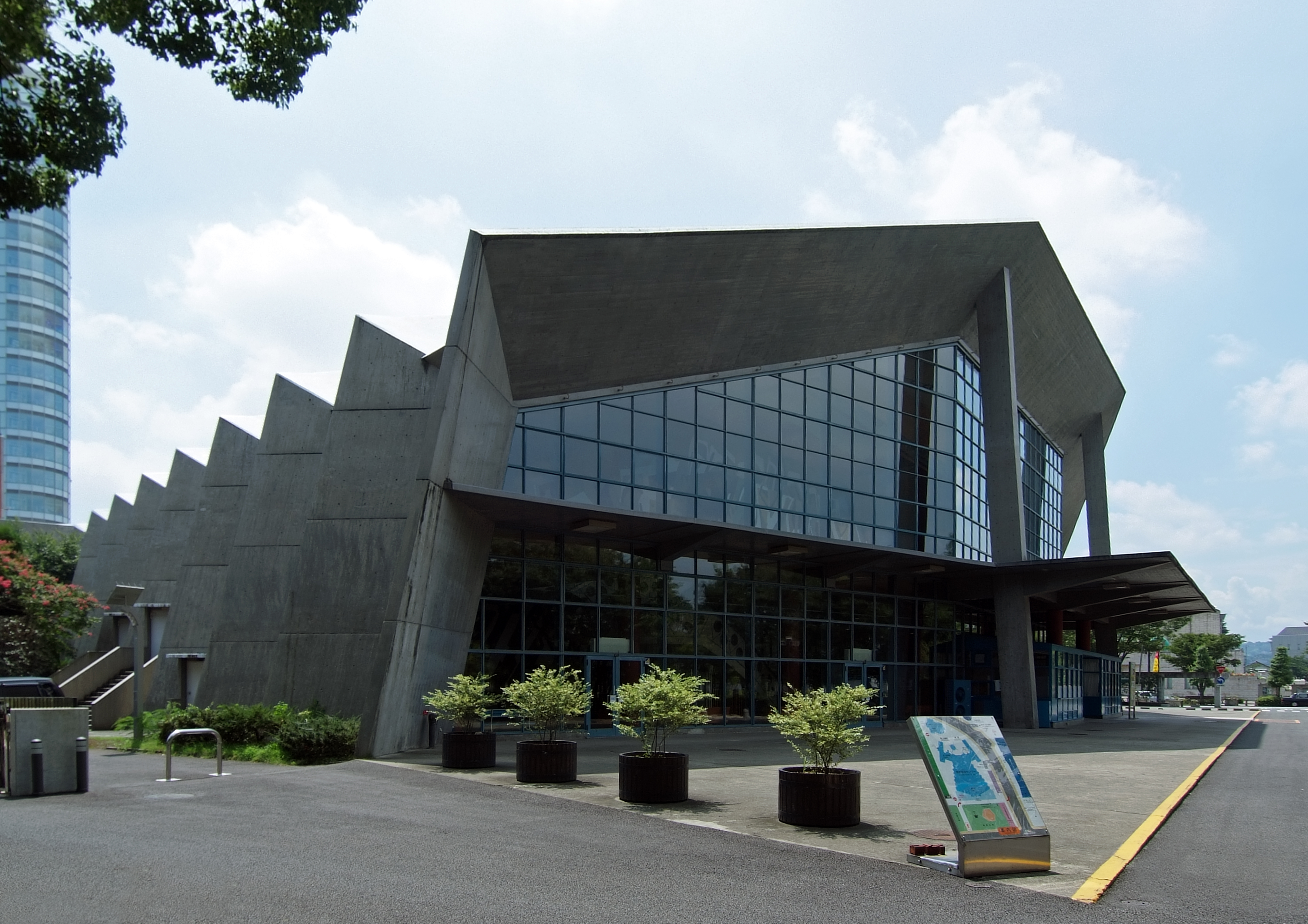
Centre de Música de Gunma

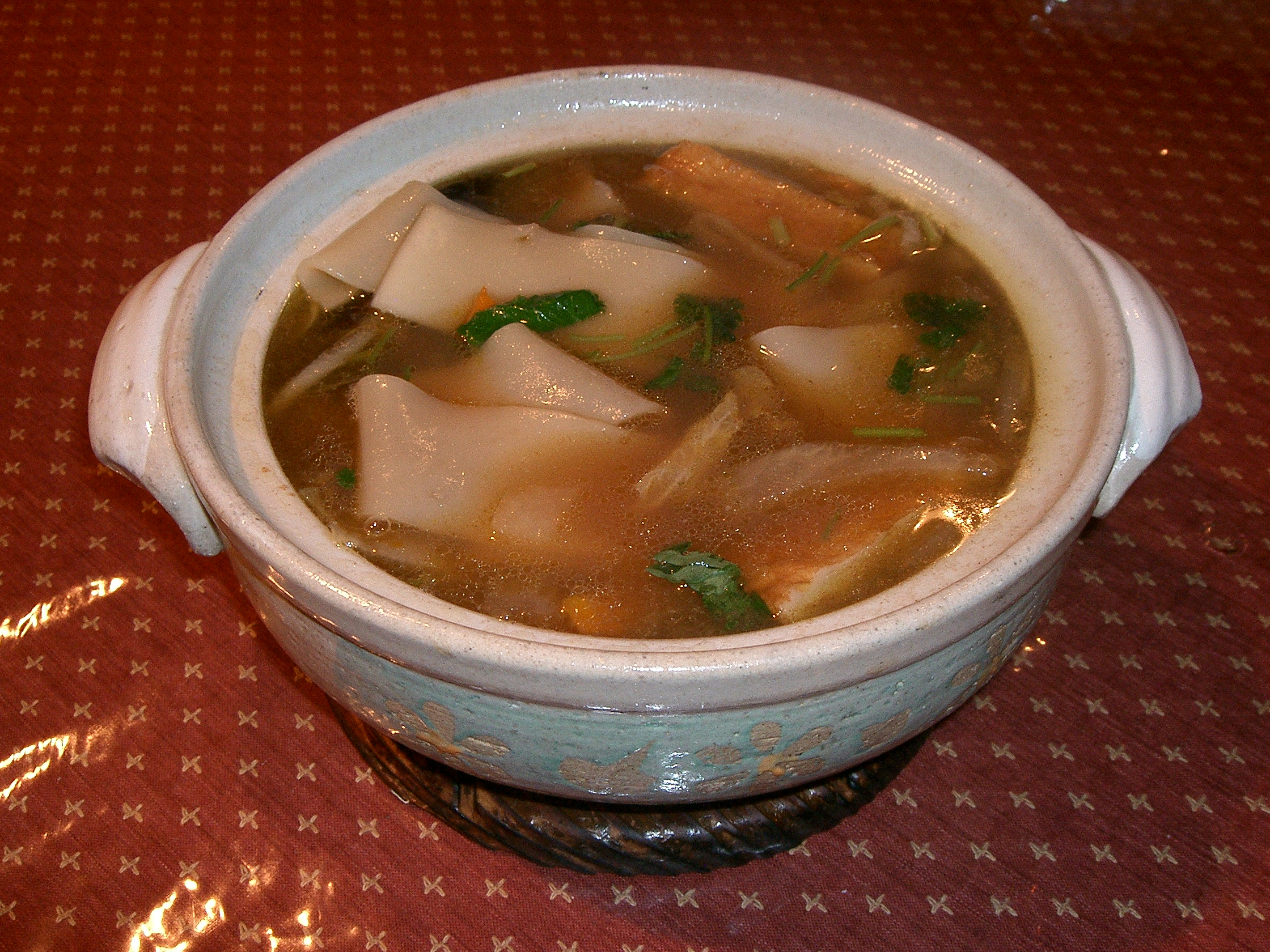
Plat d'Okkirikomi

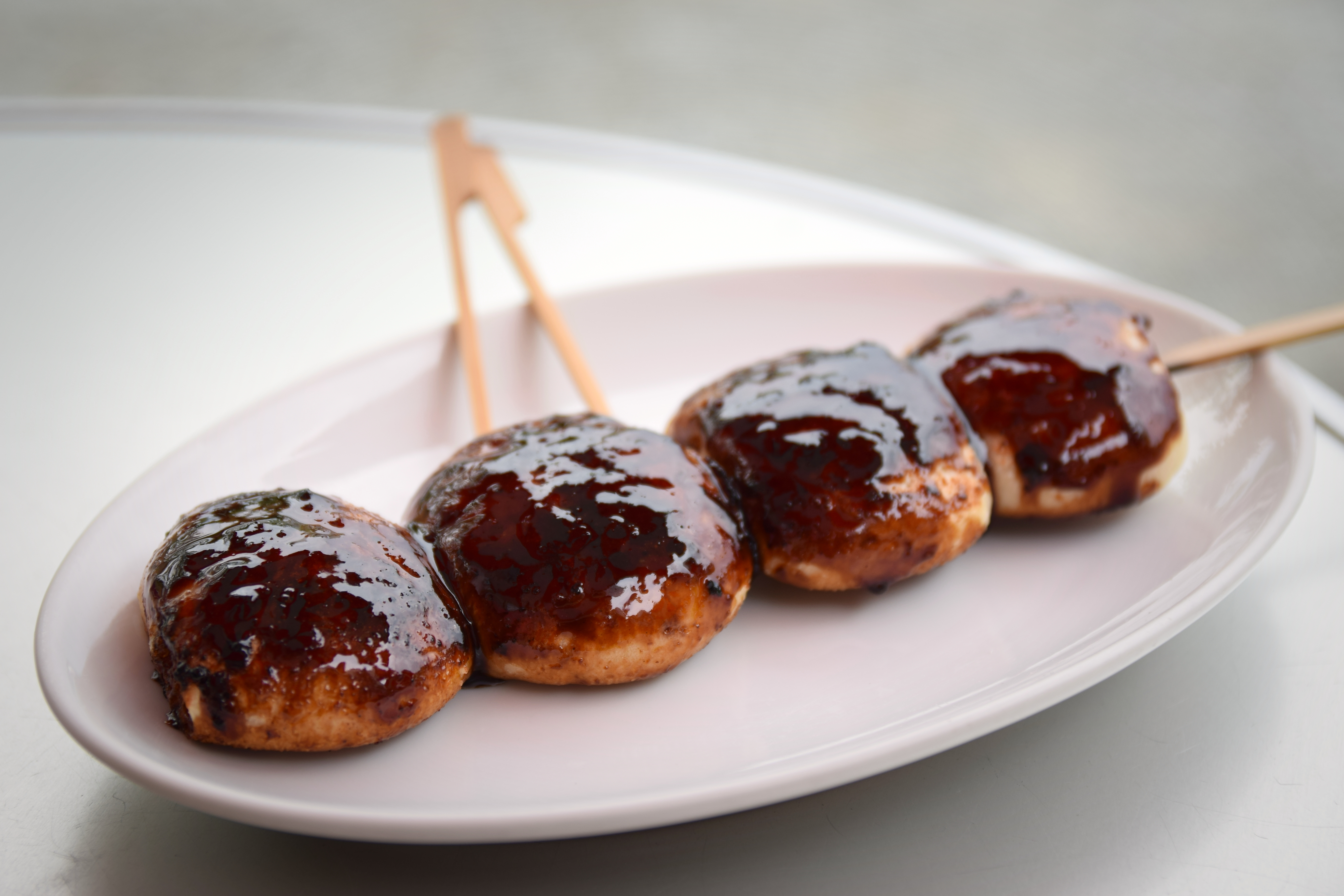
Brotxeta de Yakimanju

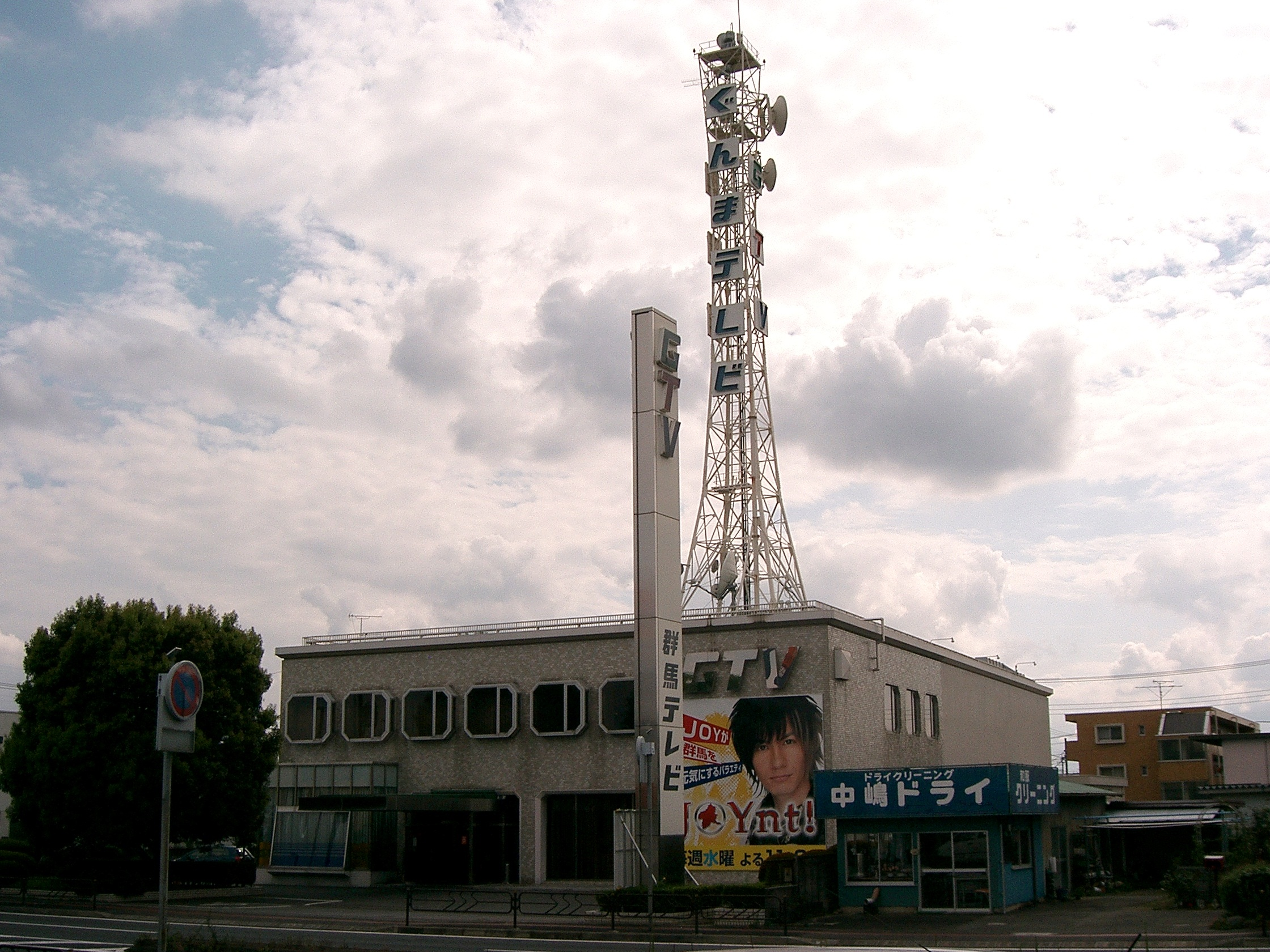
Seu de Televisió de Gunma (GTV)

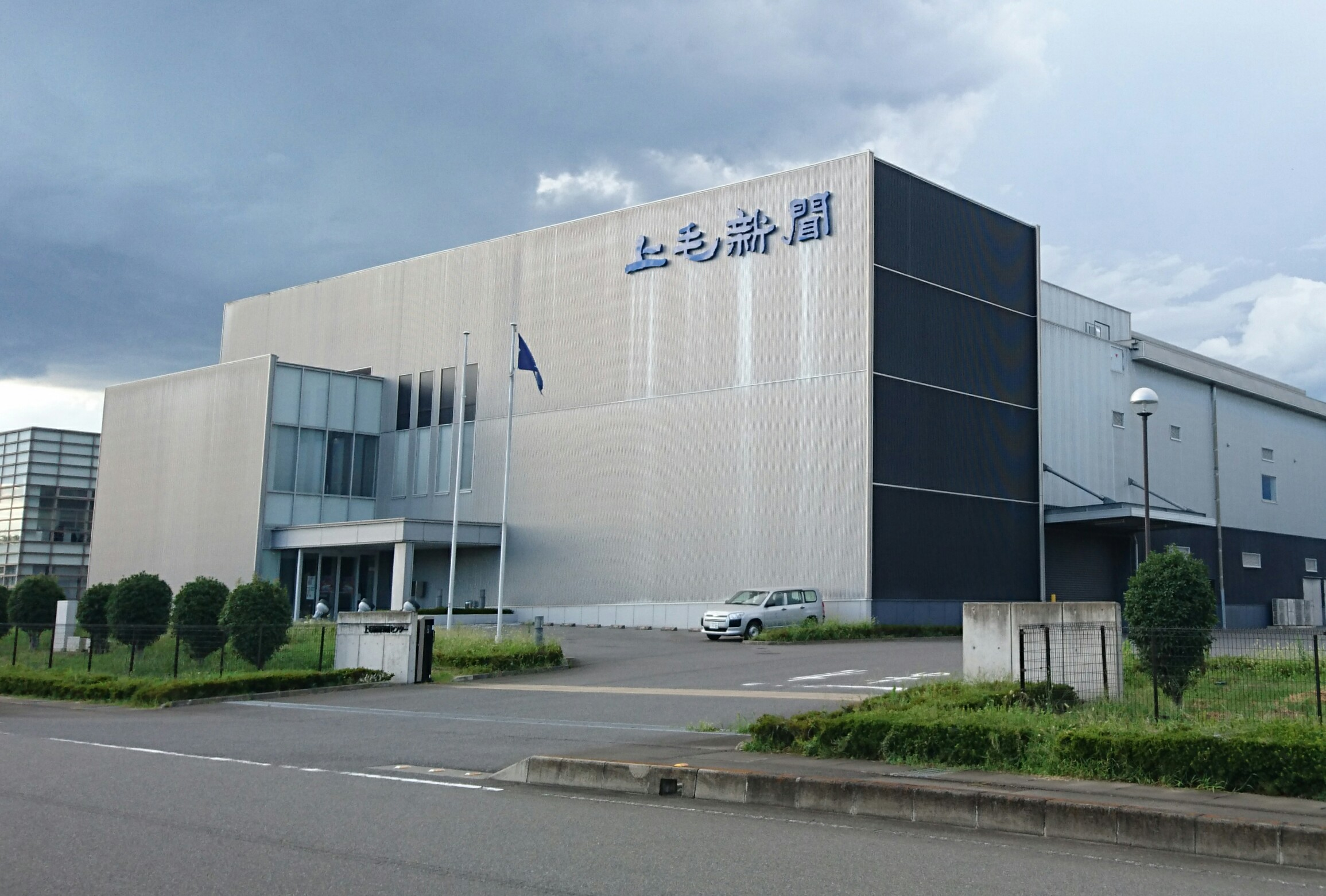
Edifici del Jômô Shinbun a Isesaki

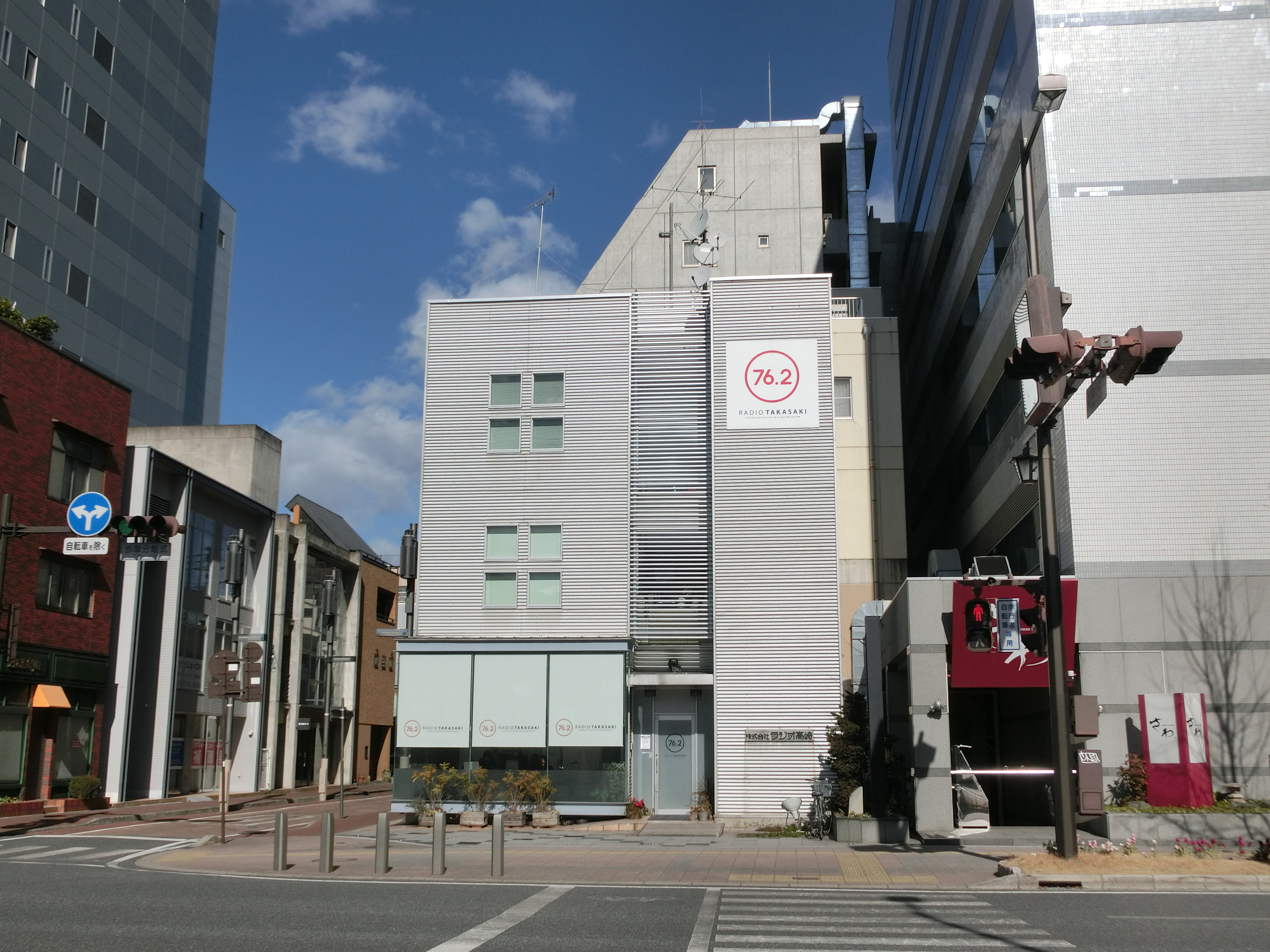
Seu de Ràdio Takasaki

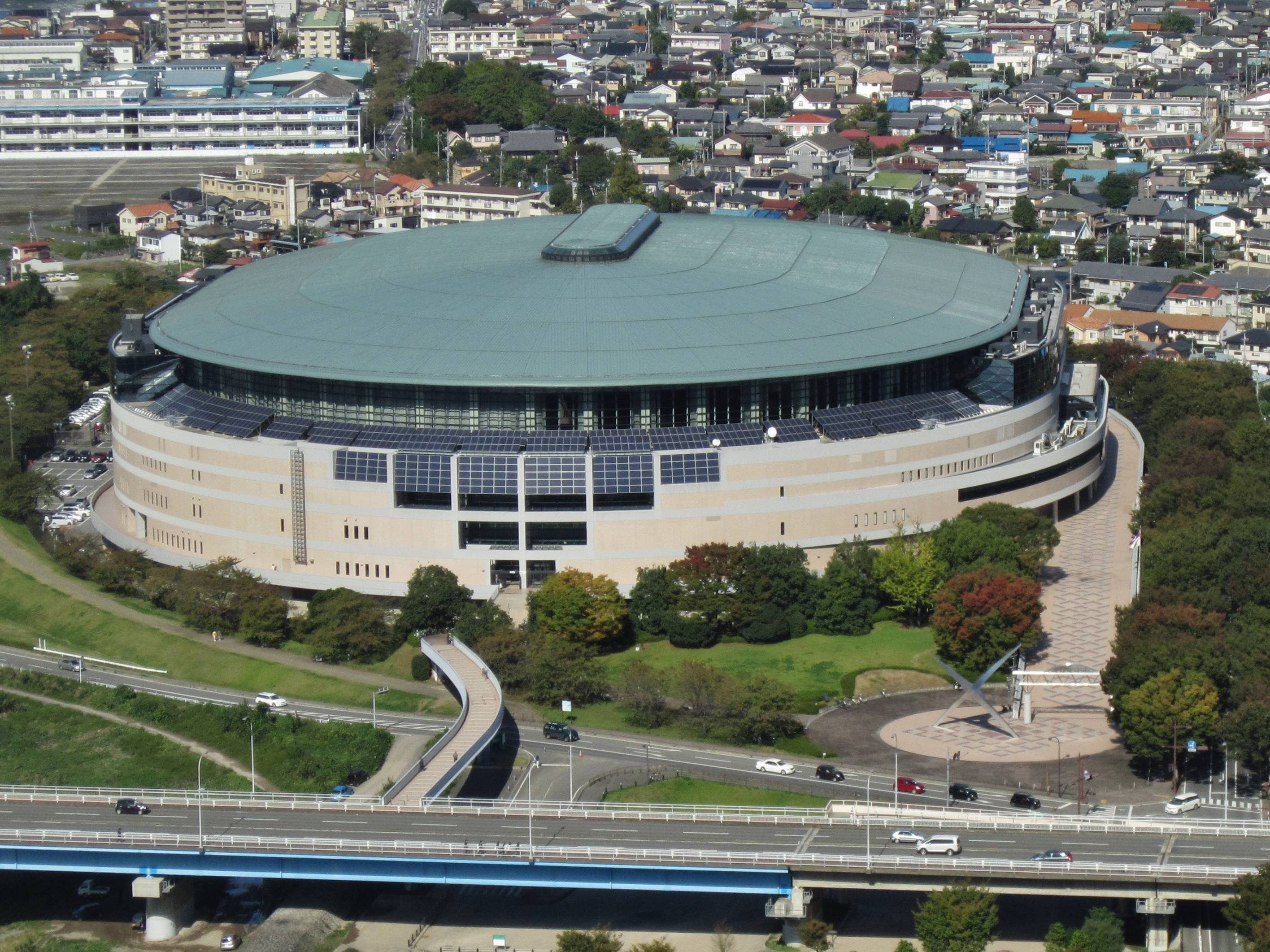
Maebashi Green Dome.

### Museus
La prefectura disposa de nombroses instal·lacions museistiques i alguns indrets declarats patrimoni, ja siga nacional o universal. Així trobem per exemple, la fàbrica de seda de Tomioka, la primera fàbrica moderna de seda del Japó i que ara és un museu i Patrimoni de la Humanitat de la UNESCO des de 2014. A la prefectura també hi trobem nombrosos llocs històrics com infinitat de castells, alguns d'ells en peu, de l'època feudal que es troben per tota la geografia prefectural. Gunma compta amb diversos museus d'història i art, tant prefecturals com municipals, sent comú que molts municipis tinguen el seu pròpi museu d'història o etnografia.

### Entreteniment
L'oferta d'entretenimen a Gunma és prou completa, tot i que, en comparació a Tòquio és menor per raons obvies. La prefectura compta amb cinemes i teatres a les ciutats més poblades d'aquesta i també disposa d'instal·lacions adequades com ara grans edificis de concerts i esdeveniments públics propietat d'empreses privades, del govern prefectural o dels municipis.

### Gastronomia
Gràcies a la producció agricola de la prefectura, Gunma disposa d'alguns plats fets amb productes naturals típics i característics de la zona. Tot i això, la cuina de Gunma tampoc varia massa de la de la resta de Kantô, que sol ser la més coneguda del Japó juntament amb la de Kansai; només la manca de peix en ser Gunma una regió de muntanya fa que alguns plats de Tòquio no siguen molt pròpis de Gunma.
- Okkirikomi: Plat típic de Gunma i de l'àrea nord de Saitama consistent en uns fideus d'udon especials amb forma plana i ampla típics de la prefectura cuits en brou amb verdures. És un plat típic de les zones de muntanya.
- Yakimanju: El Yakimanju, com el seu nom indica, es tracta dels típics manjūs que també es fan a altres regions del Japó però amb la particularitat de que aquests estàn torrats (com indica el yaki del seu nom, fet a la graella). A Gunma aquesta variant és la típica.

A més d'això, la producció de konyaku és molt important a la prefectura i això fa que moltes receptes locals porten aquest ingredient que s'ha tornat indispensable per a l'alimentació japonesa i s'utilitza en plats com l'oden, gelatines i també amanit amb miso, salsa de soja o mostassa.

### Mitjans de comunicació

#### Televisió
A la prefectura de Gunma emeteixen les mateixes emissores de televisió comercial que a totes les prefectures de Kantô i que són les cadenes amb seu a Tòquio. A Gunma, a més de les emissores comunes de les xarxes nacionals amb seu a Tòquio també es poden vore la desconnexió local de l'NHK a Maebashi i també l'emissora prefectural Gunma TV, la qual compta amb vora un 15 percent de participació del govern prefectural.
- NHK Maebashi, sucursal prefectural de l'emissora pública nacional NHK.
- Tokyo Broadcasting System (TBS)
- TV Asahi
- Televisió de Gunma (GTV)
- TV Tokyo
- Fuji Television (FTV)
- Nippon Television (NTV)

#### Premsa
A la prefectura de Gunma es comercialitzen tots els períodics i revistes de venda nacional. A més d'això, gunma també compta amb una sèrie de publicacions tant de nivell prefectural com local.
- Jōmō Shinbun, períodic de major venda a Gunma. Fundat el 1887
- Gunma Keizai Shinbun, períodic generalista. Fundat el 1983
- Kiryū Times, períodic local amb seu a Kiryū. Fundat el 1945

#### Ràdio
A Gunma, igualment que com amb les emissores de televisió, les estacions de ràdio generalistes són les pròpies de la regió de Kantô, és a dir, les companyies amb seu a Tòquio. No obstant això, aquestes emissores tenen subdelegacions a la capital, Maebashi i emeten en certes franges programació local. A aquestes emissores se'ls afegeix una nòmina d'emissores de ràdio independents, tant de nivell municipal com de nivell prefectural, que emeteixen programació local.
- FM Gunma, emissora generalista amb una petita participació del govern prefectural. Fundada el 1984
- Ràdio Takasaki
- Maebashi City FM
- Numata FM (Oze FM)
- FM Kiryū
- FM Tamamura